# Михаил (Постников)
Епископ Михаи́л (в миру Михаи́л Степа́нович По́стников; 30 сентября 1878, Воронеж — не ранее 1952) — епископ Русской православной церкви, епископ Ивановский и Шуйский. В 1922—1943 годы был деятелем обновленческого движения, в котором имел сан митрополита.

## Образование
Окончил Воронежское духовное училище (1893), Воронежскую духовную семинарию (1899), учился на медицинском факультете Томского университета (1899—1901), одновременно слушал лекции на юридическом факультете этого же университета. Был отчислен за участие в забастовочном движении.
Окончил историко-филологический факультет Московского университета, сдал экстерном экзамен за курс ярославского Демидовского юридического лицея и за курс общих классов Петербургской консерватории. Завершил образование за границей. Магистр истории (1911).

## Юрист и преподаватель
Служил помощником секретаря и старшим нотариусом при Воронежском окружном суде. С 1909 — мировой судья в городе Шавли Ковенской губернии, одновременно был преподавателем истории и законоведения в гимназии. С 1912 — член Ковенского окружного суда, продолжил заниматься педагогической деятельностью. С 1914 — товарищ председателя Новгородского окружного суда. Овдовел.
С 1917 был преподавателем в реальном училище в Тихвине. После прихода к власти большевиков работал комиссаром юстиции в Северной области, в Новгородском губернском суде, до 1920 был председателем выездного суда в Воронеже.

## Священник
В 1920 был рукоположён во диакона, затем во иерея и пострижен в рясофор. В 1920 служил в Воскресенской церкви Воронежа, в 1920—1922 — в Казанской церкви села Усмань Воронежской епархии.

## Деятель обновленческого движения
С момента создания обновленческого движения в 1922 был одним из активнейших его деятелей. В качестве уполномоченного обновленческого Высшего церковного управления (ВЦУ) летом 1922 был направлен в Рязанскую, Воронежскую, Астраханскую епархии, где убедил местных слабовольных архиереев присоединиться к обновленчеству (в противном случае им угрожали репрессии со стороны властей), организовал местные обновленческие структуры. За это, был возведён обновленческим ВЦУ в сан протоиерея.
Астраханский юрист Аркадий Ильич Кузнецов в своих воспоминаниях называл Постникова «известным церковным погромщиком» и писал:

Постников оставил по себе дурную славу своей наглостью и вероломством. О. Василий Смирнов рассказывал в 1958 году, что он сам видел у Постникова револьвер, которым он угрожал ему — Смирнову и о. Евгению Карасёву, если они не присоединятся к обновленцам. После отъезда Постникова из Астрахани Смирнов и Карасёв были арестованы.

### Обновленческий архиерей
13 октября 1922 был рукоположён обновленческими архиереями во епископа Вольского, викария Саратовской епархии, где служил до 10 марта 1925. Вступил в конфликт с саратовским обновленческим архиереем Николаем (Поздневым), который вскоре перешёл в старообрядчество.
В 1923 году, после освобождения Патриарха Тихона из заключения, прибыл к нему в Москву и вёл переговоры о переходе в патриаршую юрисдикцию. Патриарха Тихона в ответ на запрос о том признан ли Михаил (Постников) в качестве епископа написал резолюцию от 28 сентября 1923 года: «Михаил Постников был у меня только сего числа; пока он не признан нами в сане епископа ввиду спорности его хиротонии. В Вольск назначен епископом архимандрит Виссарион».
В 1923 году арестован, но через месяц освобождён без предъявления обвинения. В том же году был приговорён к трём месяцам принудительных работ. Проводил диспуты на религиозные темы, проповедовал, как образованный и энергичный человек пользовался в Вольске определённым авторитетом, но, будучи обновленцем, оставался неприемлемой фигурой для сторонников Патриаршей церкви. Согласно докладу Патриарху Тихону благочинного церквей города Вольска Саратовской епархии протоиерея Покровской церкви Алексия Хитрова от 6/19 сентября 1923 года: "зло еще больше окрепло с появлением ставленника ВЦУ Михаила Постникова, который в речах говорил, что не принадлежит к обновленческому движению. …"Обладая большой энергией и богатым даром красноречия, часто совершая торжественные богослужения, Михаил Постников увлек за собой не только священников, но и очень многих наших православных прихожан…" Разобраться в происходящем могло меньшинство; но со временем разобрались — в результате агитации верных православию, а также некоторых действий Постникова. — …"К сожалению, это были не иереи". В канун Великого поста1923 г. Постников был
арестован".
С декабря 1924 по 1926 был временно управляющим Псковской обновленческой епархией. В 1925 — правящий архиерей Великоустюжской епархии.
В 1925—1927 — обновленческий епископ Уральский и Вольский (после присоединения к Уральской епархии Вольского викариатства).
14 мая 1927 года был возведён в сан архиепископа.
В 1928—1929 — обновленческий архиепископ Касимовский, викарий Рязанской епархии.
В 1928—1933 году именовал себя временно управляющим Витебской обновленческой епархией.
В 1929—1930 годы — обновленческий архиепископ Рязанский, был уволен на покой.
С 27 ноября — обновленческий архиепископ Калининский.
26 декабря 1931 года он по состоянию здоровья был уволен на покой, но продолжал управлять Витебской епархией.
Стиль его управления был достаточно жёстким: он добивался открытия новых обновленческих приходов всеми способами, понуждая подчинённое ему духовенство даже к нарушению действующего законодательства. Например, архиепископом Михаилом давались распоряжения начинать совершение богослужений во вновь открытой церкви, не дожидаясь получения регистрации в сельсовете или райисполкоме, что могло привести к аресту священнослужителя.
4 марта 1933 года был арестован в Витебске Витоперсектором ОГПУ. Он обвинялся в активной контрреволюционной агитации, в членстве в контрреволюционной церковно-повстанческой организации. Виновным себя не признал. Приговорён к пяти годам лишения свободы. Затем приговор был изменён на три года ссылки, которую в 1933—1936 отбывал в Архангельской области, где работал представителем Ленинградской артели по снабжению фотоматериалами. По собственным словам, ссылку отбывал очень тяжело, перед её окончанием сильно болел.
По некоторым данным, в 1936—1937 — архиепископ Калининский. Затем жил в Москве, был статистиком, работал в горсобесе.
Продолжал участвовать в деятельности обновленческой церкви, в октябре 1941 года, будучи епископм на покое, участвовал в заседании Высшего церковного управления в Москве перед эвакуацией из столицы обновленческих митрополитов Александра Введенского и Виталия (Введенского).
С 1942 года — юрисконсульт Московского обновленческого епархиального управления.

## Уход из обновленчества
В октябре 1943 обратился к Патриарху Сергию с покаянной докладной запиской, в которой объявил об уходе от обновленцев, мотивировав своё решение их нравственной небезупречностью. При этом подписал документ как архиепископ, тем самым, видимо, демонстрируя желание сохранить этот сан и в дальнейшем. Хотя все «кадровые» решения обновленцев, совершённые после апреля 1924, когда Патриарх Тихон запретил обновленческих деятелей в служении и объявил их находящимися вне церковного общения, были признаны в Патриаршей церкви недействительными.
Патриарх Сергий отказал в принятии владыки Михаила в свою юрисдикцию на этих условиях, указав в своей резолюции, что

докладная записка просителя не обнаруживает достаточной серьёзности в понимании просителем своего канонического проступка, а потому и покаяние просителя недостаточно… Основной грех обновленчества не в том, что не всего его представители оказались безупречными в жизни, а в том, что обновленчество, как корпорация или, выражаясь языком канонов, как самочинное сборище, откололось от святой Церкви «и иный алтарь водрузило» (св. Ап. Прав. 31).

Кроме того, Патриарх Сергий выразил нежелание признавать за владыкой Михаилом право на сан архиепископа, подчеркнув, что «по общепринятому порядку, награды, полученные во враждебном лагере, не носятся служителями Церкви».
В результате 5 ноября 1943 года в зале заседаний Священного Синода он принёс покаяние по новой форме, осудив свой «великий грех уклонения от Единой Святой Православной Церкви в раскол обновленческий» и отметив, что «ни на какие чины, полученные как награда, я не претендую, я только смиренно прошу принять меня в общение со Святою Православною Церковью, причем заявляю, что всякое сношение с обновленчеством я порываю».
После этого Патриарх Сергий, накрыв голову присоединяемого омофором, прочитал над ним разрешительную молитву и возложил на присоединяемого архиерейскую панагию. После пения кондака Пятидесятницы «Егда снисшед языки слия», Патриарх Сергий произнёс сугубую ектению и совершил отпуст. Чин принятия закончился взаимным архиерейским приветствием «Христос посреде нас».
При принятии в общение с Московской Патриархией в сущем сане епископа с титулом Вольский, но оставлен на покое. Эта форма покаяния епископа Михаила стала прецедентной для приёма других обновленческих деятелей.

## Епископ Русской православной церкви
12 февраля 1944 года назначен епископом Архангельским, но от назначения отказался и остался на покое. Впрочем, по другим данным, он всё же принимал некоторые решения как епархиальный архиерей. Так, в 1944 году определил присвоить Ильинской церкви — одному из двух возвращённых церкви храмов города Архангельска — статус кафедрального собора. На Пасху, 16 апреля 1944, сослужил Патриарху Сергию в кафедральном Богоявленском соборе Москвы.
С июля 1944 года — епископ Пензенский и Саранский. Проявил себя энергичным организатором, добился возвращения церковного имущества из Пензенского краеведческого музея. При нём только в Пензенской области было открыто 25 церквей и 1 собор — в Сердобске. В самой Пензе церкви был возвращён Успенский храм, ставший кафедральным собором, который был основательно отремонтирован (в частности, в храме было устроено отопление). Имел прекрасный голос и очень выразительно читал, особенно акафисты, так что некоторые, в том числе и не слишком религиозные люди, приходили в собор специально для того, чтобы послушать его.
По воспоминаниям руководителя одной из пензенских городских организаций, во время войны один из членов комиссии по оказанию помощи нуждающимся семьям фронтовиков обратился к архиерею за поддержкой. Епископ Михаил тотчас же откликнулся на эту просьбу и передал 10 тысяч рублей, а на вопрос, нужен ли ему для отчёта какой-либо документ, ответил: «Я отчитываюсь только перед Господом Богом».
27 январе 1947 «выведен» из Пензы, где получил большую известность, и назначен епископом Ивановским и Шуйским. 19 июня 1947 года уволен на покой под предлогом создавшегося в Ивановской епархии «расстройства церковных дел».

## Последний арест и тюремное заключение
25 июня 1947 был арестован по обвинению в антисоветской агитации и разглашении сведений, не подлежащих оглашению. В частности, его обвиняли в том, что он в проповедях «дискредитировал советскую власть, а именно клеветал на отношения советской власти к церкви и духовенству, клеветал на семейный быт советских людей и воспитание детей». На допросе заявил, что

в своих проповедях я ставил своей целью вызвать у верующих раскаяние в своих прегрешениях и возбудить у них любовь к религии. Что же касается советского правительства, то я о его политике плохо никогда не отзывался… Свои проповеди я считал церковно-нравственного характера, имевшие место по своему содержанию и в прежние времена, когда Россию и русский народ постигали бедствия.

20 декабря 1947 Особым Совещанием при МГБ СССР был приговорён к пяти годам тюремного заключения, которое отбывал во Владимирской тюрьме. Срок наказания отбыл полностью. Дальнейшая судьба до сих пор (2024) неизвестна. Датой его смерти считается предположительно 1952 год.
В июле 2010 года был реабилитирован.